# Dodge Charger
De Dodge Charger is een model van het Amerikaanse automerk Dodge waarvan verschillende generaties op meerdere platformen verschenen. De wagen verkreeg bekendheid over de hele wereld door de televisieserie The Dukes of Hazzard, waarin een oranje Dodge Charger genaamd General Lee centraal staat.

## Geschiedenis

### Ontstaan
De eerste Dodge Charger was een conceptauto uit 1964 die gebaseerd was op de Dodge Polara. Die conceptauto had een 7 liter Hemi V8, naar verluidt het tiende exemplaar ooit van Chryslers beroemde Hemi.

### Eerste generatie (1966-1967)

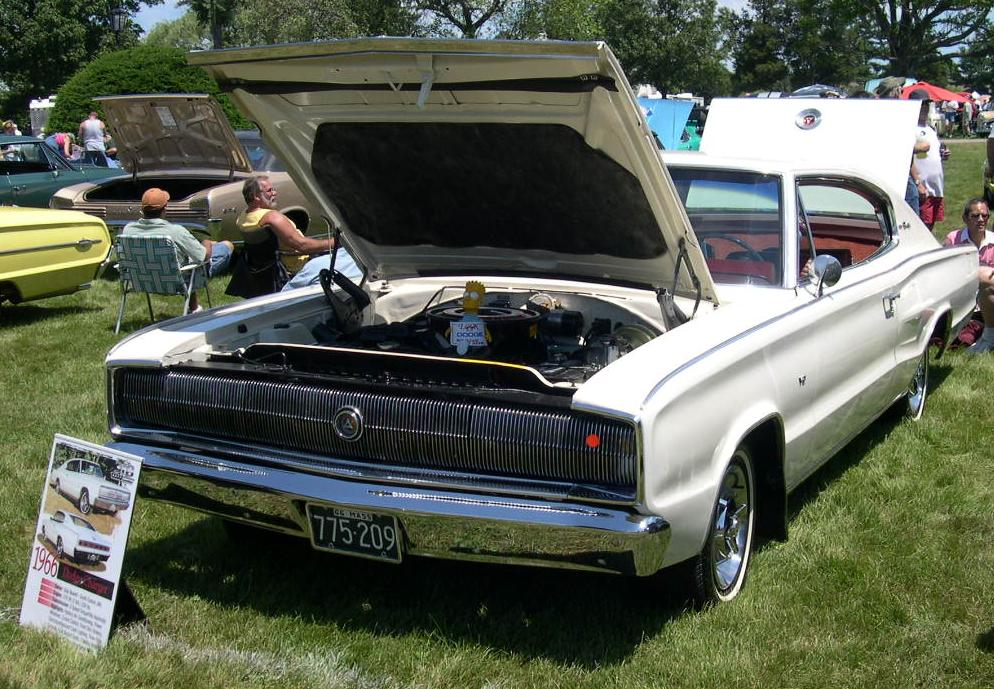
Charger uit 1966.

De eerste generatie van de Charger was uiterlijk gebaseerd op de Dodge Coronet, maar kreeg onder meer een aflopende daklijn en intrekbare koplampen mee. Er liep één achterlichtblok over de breedte van de auto met daarop de letters C-H-A-R-G-E-R. Binnenin kreeg het model gescheiden zetels en een uniek dashboard met vier meters recht achter het stuurwiel.
Onder de motorkap kreeg de eerste Charger standaard een 5,2 liter V8 van 230 pk met nog twee grotere motoren op de optielijst. Een half jaar na de introductie werd ook Chryslers Hemi-V8 beschikbaar. Dodge nam met de Charger met succes deel aan NASCAR-races, maar desondanks waren de verkoopcijfers bescheiden.

### Tweede generatie (1968-1970)

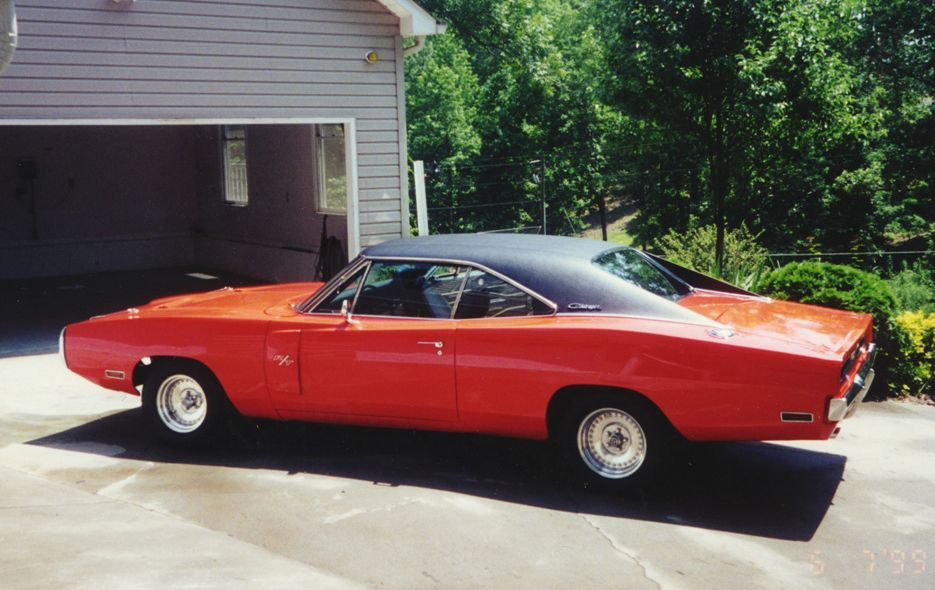
Charger R/T Hemi.

Dit veranderde toen de Charger voor modeljaar 1968 opnieuw werd ontworpen. Het gamma werd verder uitgebreid met de Charger R/T (Road and Track), die standaard werd uitgerust met de 7,2 liter Magnum V8 met automatische drieversnellingsbak en versterkte wielophanging en remmen. De vraag naar de Charger verzesvoudigde meteen. De vraag naar de Hemi-motor bleef wel laag. Omdat de respons van de kopers zo goed was bleven de gebruikelijke facelifts voor de volgende modeljaren beperkt. Wel werd telkens de voorbumper gewijzigd. In 1968 zat die onder de grille, in 1969 had die een verticale scheiding in de grille en in 1970 omkaderde die de grille. Verder was deze tweede Charger te verkrijgen in zeventien verschillende kleuren en in 1968 werd één op de drie exemplaren verkocht met een vinyl dak.

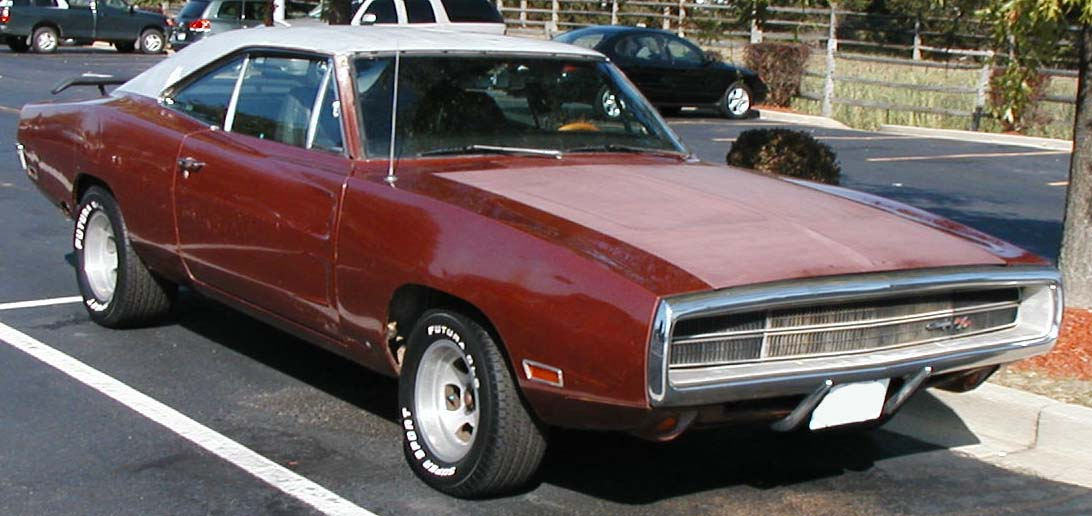
Charger uit 1970.

Voor het NASCAR-racen werd ook een speciale meer aerodynamische Charger 500 gebouwd. Om te voldoen aan de NASCAR-reglementen (homologatie) werden 500 exemplaren verkocht. Dit gold ook voor de Charger Daytona, die uitgebreid aan windtunneltesten was onderworpen en die als resultaat hiervan een grote achterspoiler had gekregen. Deze twee zeldzame varianten hadden een uitzonderlijke topsnelheid van 300 km/u en zijn tegenwoordig zeer gewild - in tegenstelling tot in 1969. Verder was nog de SE (Special Edition) versie leverbaar, die meer luxe bood.
De Dodge Charger werd wereldwijd bekend door de film Bullitt en de jeugdserie The Dukes of Hazzard.

### Derde generatie (1971-1974)

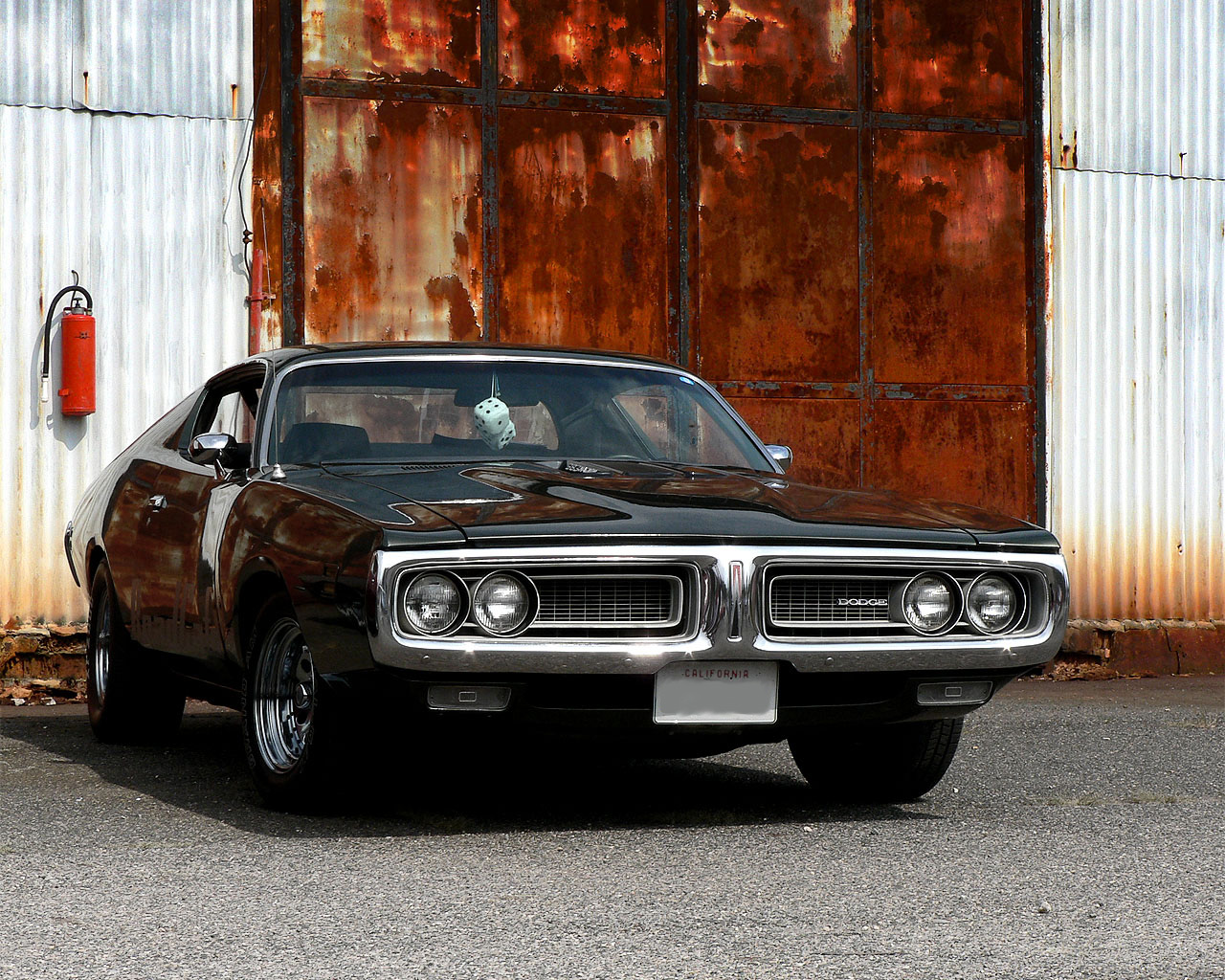
Charger uit 1971 met 6,3 l Magnum V8.

De Charger onderging een facelift voor 1971 en verscheen nu in zes varianten: basismodel, hardtop, 500, SE, R/T en Super Bee. Die laatste en de R/T waren er slechts één jaar bij. In 1972 en 1973 werd de R/T als prestatievariant vervangen door de Rallye. Opmerkelijk was ook de SE-variant die aan weerszijden drie kleine opera ruitjes kreeg in het vinyl dak. Ten slotte was 1973 het topjaar van de Dodge Charger. Er werden dat jaar circa 108.000 exemplaren verkocht.

### Vierde generatie (1975-1978)

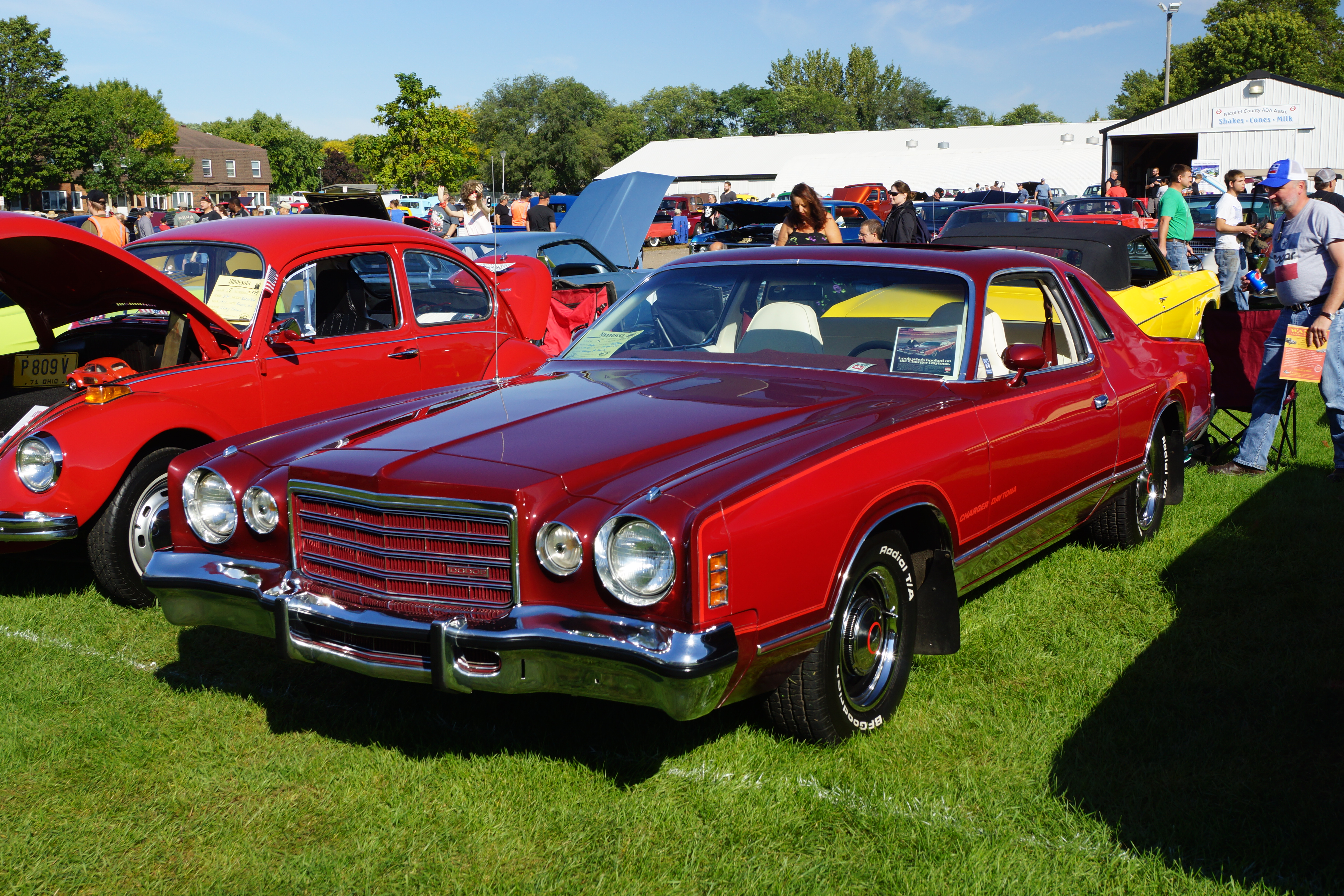
Charger Daytona uit 1975.

In 1975 verscheen een geheel nieuwe Dodge Charger. Deze was gebaseerd op de Chrysler Cordoba en leek daar ook sterk op. Het model was standaard rijkelijk uitgerust en had een 5,9 liter V8-motor van 180 pk. Het gamma telde vier varianten: het basismodel, de Sport, de SE en de Daytona. Die eerste twee uitvoeringen hadden een andere carrosserie en verdwenen al na 1977 toen deze carrosserie voor de Dodge Monaco werd bestemd. De verkoopcijfers daalden, tot in 1978 nog slechts 2800 stuks gebouwd werden - waarschijnlijk om de voorraad onderdelen op te maken. Vervolgens werd de Charger vervangen door de Dodge Magnum.

### Vijfde generatie (1983-1987)

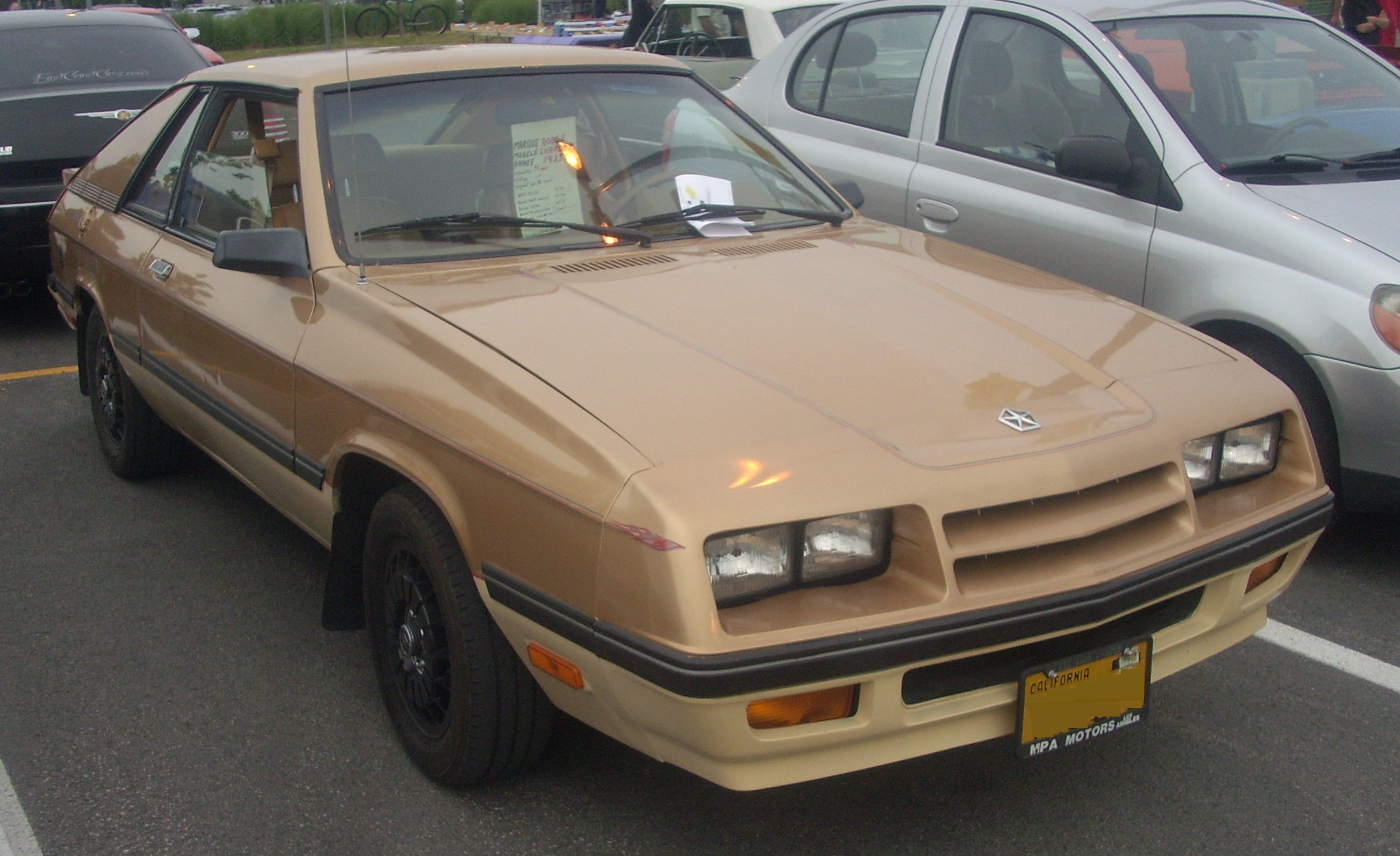
Charger uit 1985.

Na vijf jaar verscheen in 1983 een geheel nieuw type Dodge Charger. Het was dit keer geen krachtige muscle car maar een compacte hatchback op basis van de Dodge Omni 024 waarvan de productie was stopgezet. Deze Charger werd ook gebouwd op het L-platform met voorwielaandrijving. Hij werd aanvankelijk geleverd met een 70 pk Volkswagen I4 motor van 1,7 liter. Nadat de productie van deze motor in 1983 was gestaakt werd een viercilinder lijnmotor van Chrysler/Peugeot gebruikt, met een cilinderinhoud van 1,7 liter, of van 2,2 liter. Van dit model werd ook een sportmodel afgeleid dat Dodge Shelby Charger heette.
In 1984 verscheen vervolgens een nieuw model Charger. Het model had een flinke facelift ondergaan en had onder meer nieuwe dubbele vierkante koplampen gekregen. In 1986 volgde nogmaals een substantiële facelift. Deze versie van de Dodge Charger werd in 1987 voor het laatst gebouwd. De laatste duizend exemplaren werden opgekocht door Shelby en omgebouwd tot Shelby Chargers.

### Zesde generatie (2006-2010)

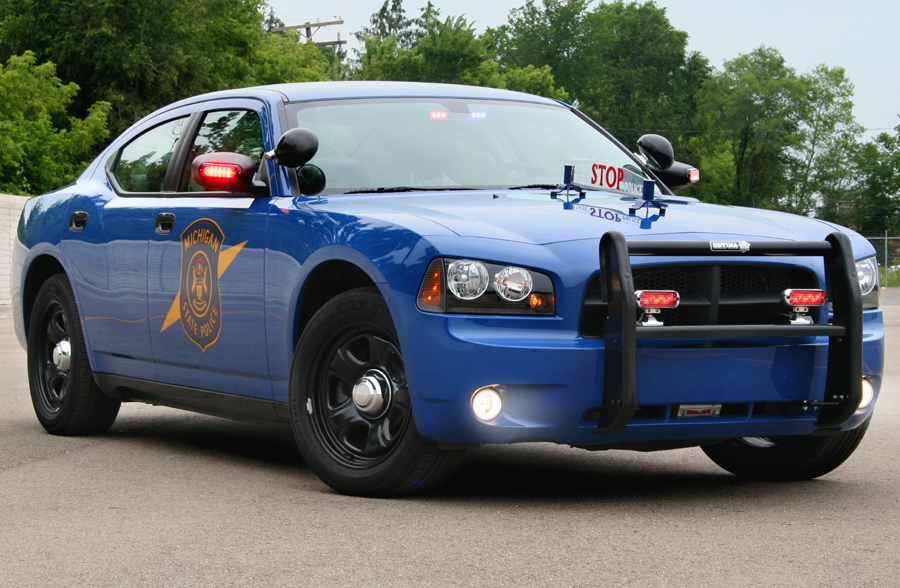
De Dodge Charger is in de VS ook populair als politievoertuig.

Na een verder niet gerelateerde conceptauto die in 1999 onder de naam Dodge Charger werd gepresenteerd, introduceerde Dodge in 2005 op de autosalon van Chicago een nieuwe Dodge Charger op het LX-platform. Deze keer werd de naam Charger overgenomen door een grote vierdeurssedan die nauw verwant is aan de Chrysler 300 en Dodge Magnum die hetzelfde platform delen. De nieuwe Dodge Charger wordt in de VS ook veel gebruikt als politieauto. Vooral met de Hemi V8 presteert het model zeer goed in tests. Verder bestaan er nog de varianten Daytona R/T, SRT-8 en Super Bee. Ook wordt met de Charger opnieuw deelgenomen aan de NASCAR-races.

### Zevende generatie (2011-2023)

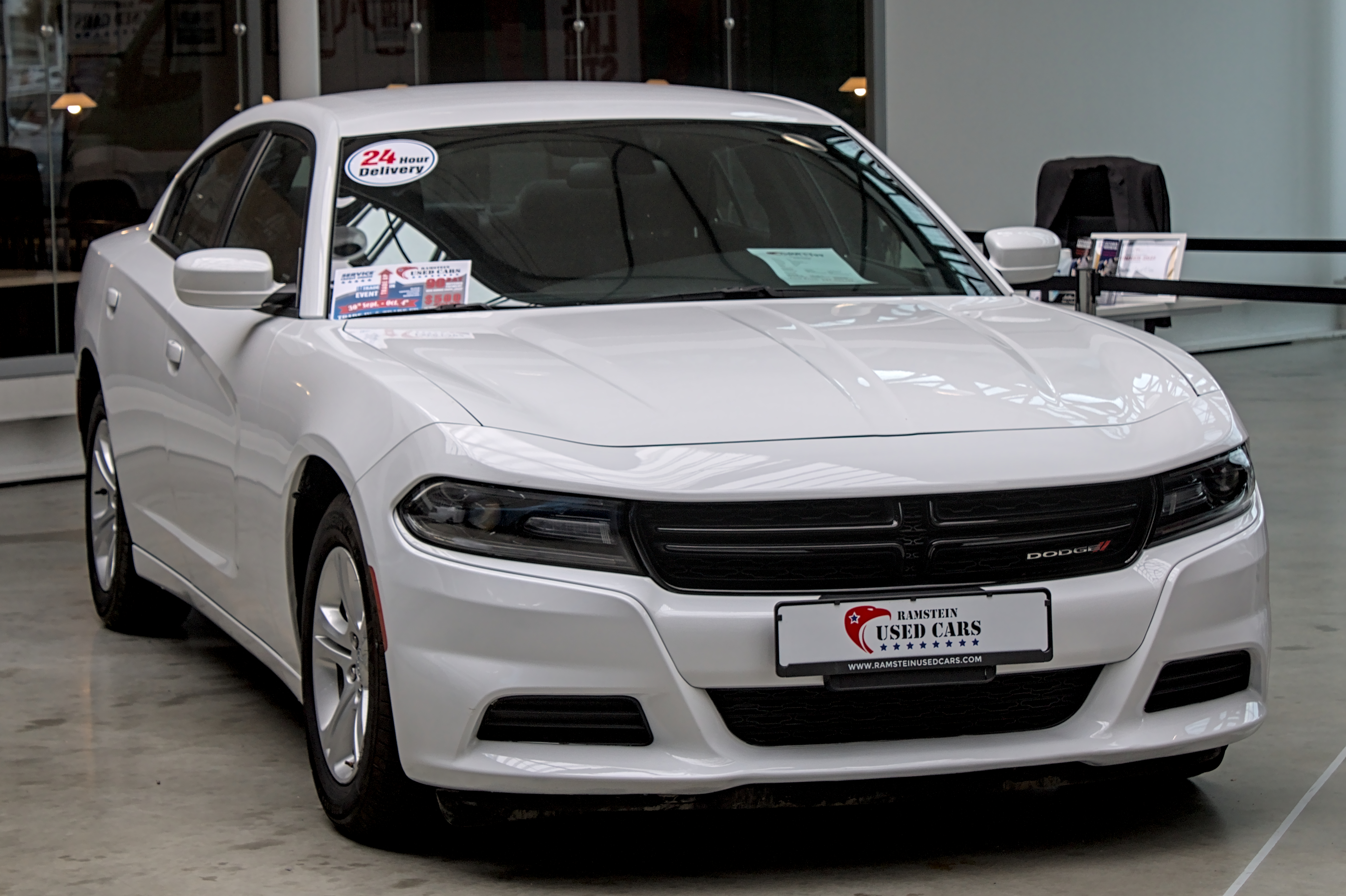
Charger uit 2019.

De zevende generatie uit 2011 kreeg een volledig nieuwe carrosserie met een meer aerodynamische vorm, een vlakkere voorruit, een nieuw radiatorrooster, nieuwe koplampen en compleet gewijzigde achterlichten die gebruik maken van led-technologie. Het interieur is volledig opnieuw ontworpen met materialen van hogere kwaliteit en grotere touchscreens voor navigatie- en audiofuncties. Ook aan de motorzijde waren er prestatieverbeteringen, terwijl tegelijkertijd het verbruik daalde. De HEMI V8 van de SRT8-variant (intern “Apache” genoemd) heeft nu een cilinderinhoud van 6,4 liter.
In 2015 kreeg de Charger een facelift met een gewijzigd radiatorrooster en koplampen en met led-dagrijverlichting. De auto kreeg ook een nieuw achtergedeelte op basis van de Dodge Dart. In het interieur kreeg de Charger onder andere nieuwe instrumenten waaronder een volledig configureerbaar informatiedisplay en een infotainmentsysteem. De optielijst bevatte onder meer adaptieve cruisecontrol, bi-xenonkoplampen met bochtenverlichting, een rijstrookassistent en een grootlichtassistent.

### Achtste generatie (2024+)

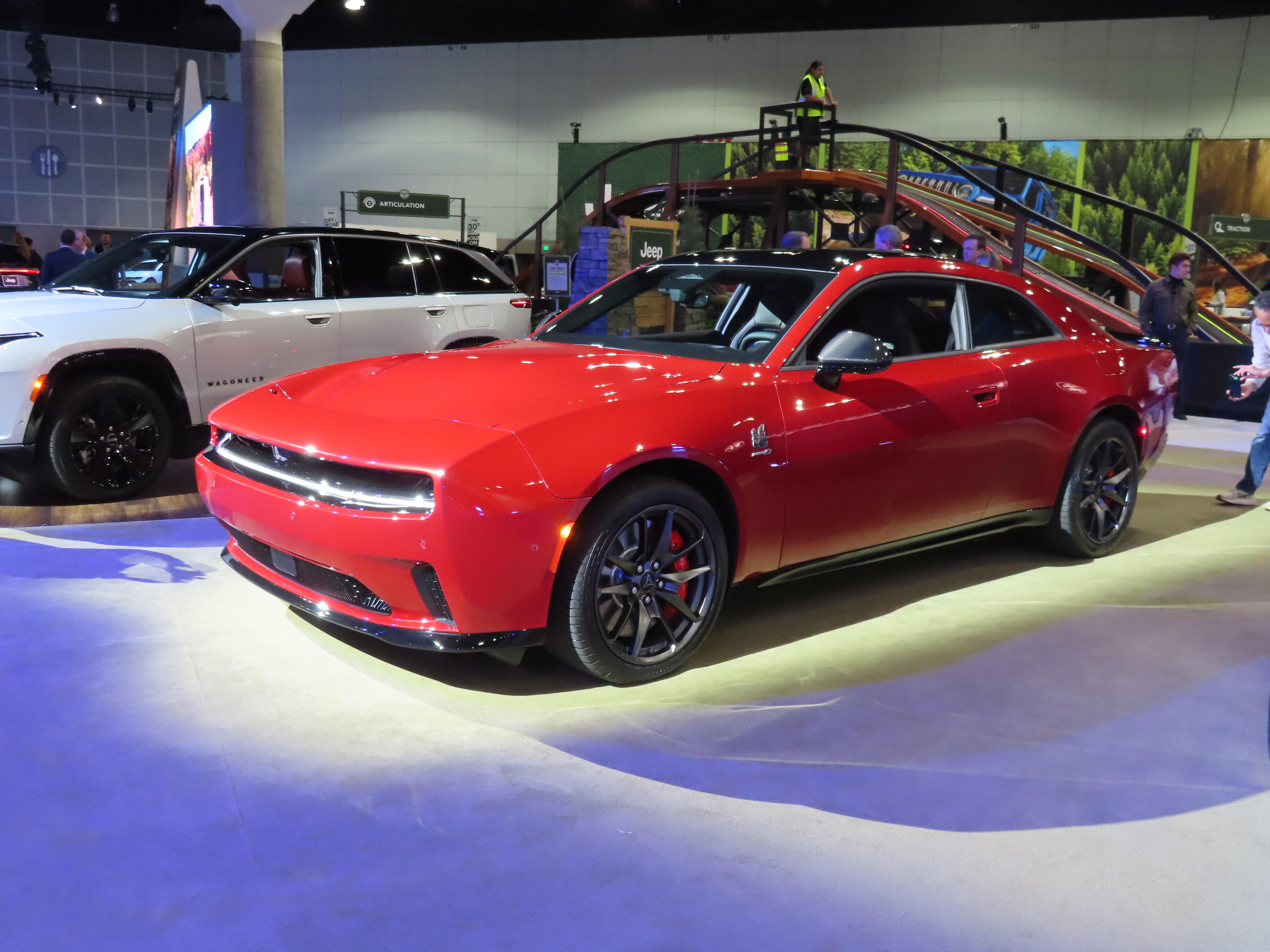
Charger Daytona.

De achtste generatie werd voorgesteld in maart 2024 en zal later dat jaar op de markt verschijnen. Naast een klassieke aandrijflijn met verbrandingsmotor zal de Charger voor het eerst ook met een volledig elektrische aandrijflijn aangeboden worden onder de naam Charger Daytona.

## Productie en verkoop
| Jaar | # Productie | # Verkoop |
| ---- | ----------- | --------- |
| 1966 | 37.344      |           |
| 1967 | 15.788      |           |
| 1968 | 96.108      |           |
| 1969 | 89.904      |           |
| 1970 | 49.768      |           |
| 1971 | 32.114      |           |
| 1972 | 75.594      |           |
| 1973 | 119.318     | ~108.000  |
| 1974 | 74.376      |           |
| 1975 |             | 30.812    |
| 1976 |             | ~65.900   |
| 1977 |             | 36.204    |
| 1978 | ~2800       |           |